# Харчовик (Одеса)
«Харчовик» (Одеса) — радянський футбольний клуб з Одеси (УРСР). Зник у 1940 році, але одразу після Другої світової війни відновився й виступав принаймні до 1950 року, після чого змінив назву на «Чорноморець». В 1955-57 роках клуб знову повернувся до попередньої назви, проте з 1958 року знову змінив назву клубу на «Чорноморець».

## Кубок СРСР і Кубок УРСР
Виступав у Кубку СРСР 1936 (1/32 фіналу) і 1938 (1/16 фіналу) років.
У 1938 році був серед двох переможців початкового етапу Кубка УРСР в зоні ІІІ Одеській. У двобої 30 травня 1938 року 1/8 поступився «Сталі» 0:2 в матчі, що відбувався у Костянтинівці.
У 1945 році в 1/4 Кубка УРСР в Одесі під керівництвом тренера Акіма Фоміна обіграв чернівецьке Динамо 1:0. У півфіналі тогорічного розіграшу «Харчовик» дав бій київському «Динамо» у столиці: перший матч 4 листопада не визначив переможця — закінчився з рахунком 2:2 (за одеситів другий гол забив Петро Ступаков). А уже наступного дня кияни розгромили «Харчовик» 4:1.
У 1946-му в 1/8 «Харчовик» під керівництвом того ж тренера Фоміна в Одесі 30 жовтня розгромив з рахунком 7:1 «Динамо» з Ворошиловграда. 4 голи у тому матчі забив нападник Костянтин Щегоцький. А в чвертьфіналі одесити в Ужгороді у додатковий час поступилися місцевому «Спартаку» 1:2.
1 листопада 1947 «Харчовик» в Одесі у 1/4 Кубка УРСР взяв реванш у тієї ж закарпатської команди 1:0. У півфіналі, який відбувся наступного дня, команда в рідному місті обіграли краматорський «Авангард». А у фіналі Кубка УРСР 9 листопада в Києві «Харчовик» поступився з рахунком 1:5. Єдиний гол за одеситів забив Потапов на 34 хвилині.
У 1948 році в першому колі розіграшу Кубка «Харчовик» 3 жовтня в Одесі обіграв миколаївський «Суднобудівник» 2:0. У другому колі 10 жовтня одесити вдома перемогли київську ВЧ 25750 2:0. Драматичним для команди видався чвертьфінал із мукачівським «Більшовиком». Він відбувався у Києві й складався аж із трьох матчів. Перший 19 жовтня не визначив переможця (2:2), у другому переміг «Харчовик» 4:3, але рахунок був опротестований. І врешті в третій грі 22 жовтня одесити зазнали поразки від мукачівців з рахунком 1:2.

## Назви
- 1925—1935: «Харчовики» (Одеса)
- 1936—1940, 1945—1948: «Харчовик» (Одеса)